# Calochortus longibarbatus
Calochortus longibarbatus är en liljeväxtart som beskrevs av Sereno Watson. Calochortus longibarbatus ingår i släktet Calochortus och familjen liljeväxter.

## Underarter
Arten delas in i följande underarter:
- C. l. longibarbatus
- C. l. peckii

## Bildgalleri

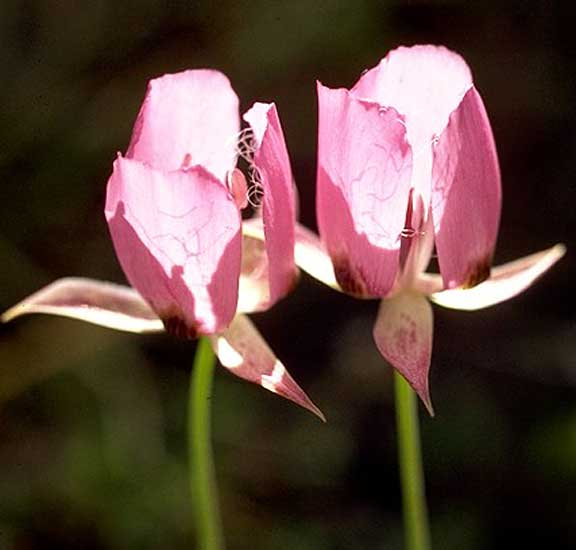